# Protonterapia

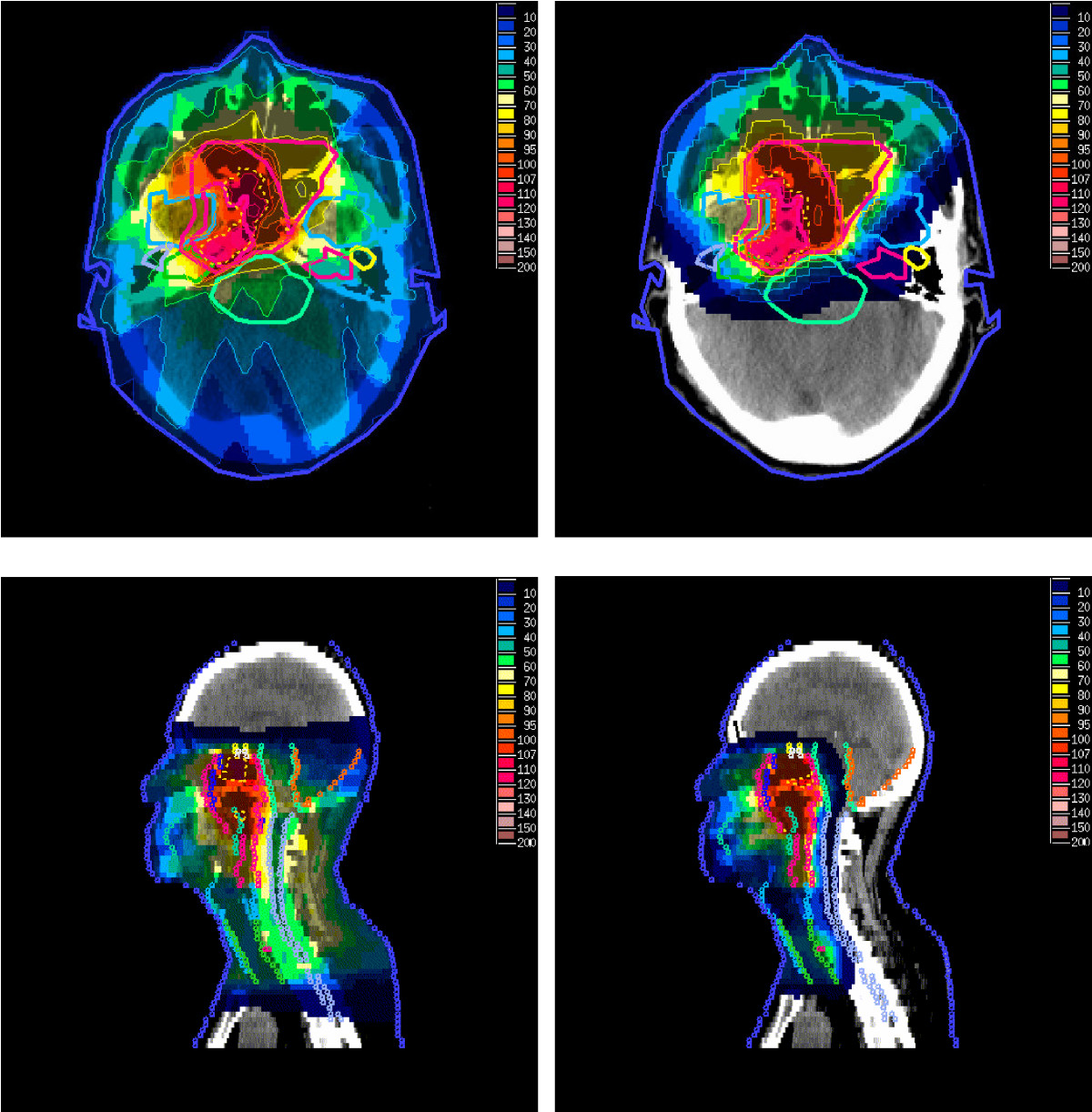
Comparazione tra tessuti irradiati nella radioterapia a fascio esterno a raggi X (a sinistra) e nella protonterapia (a destra). Si può notare la differenza della quantità di tessuti risparmiati dalla dose di radiazioni ionizzanti.

La protonterapia (o terapia protonica) è un tipo di adroterapia (radioterapia che sfrutta gli adroni) che utilizza un fascio di protoni per irradiare un tessuto biologico malato, spesso nel trattamento dei tumori.
Il vantaggio principale della terapia protonica è la capacità di localizzare più precisamente il dosaggio delle radiazioni ionizzanti rispetto ad altri tipi di radioterapia esterna. Tuttavia non vi sono ancora prove del tutto certe se questo costituisce un vantaggio globale rispetto ad altri trattamenti meno costosi, perché ciò dipende dal tipo di tumore.

## Descrizione

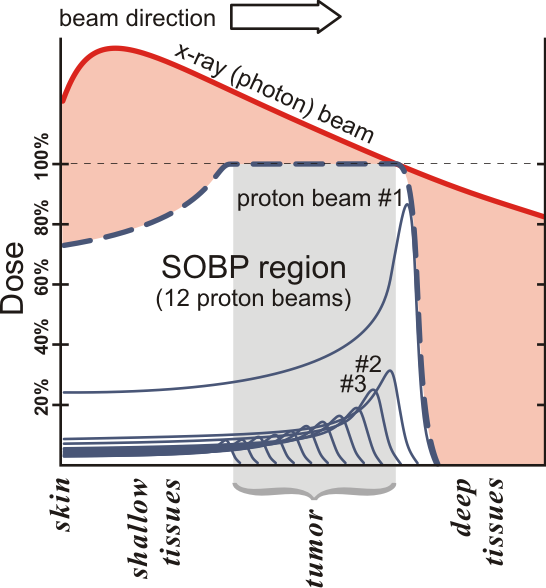
Schema dell'energia in un tipico trattamento di protonterapia

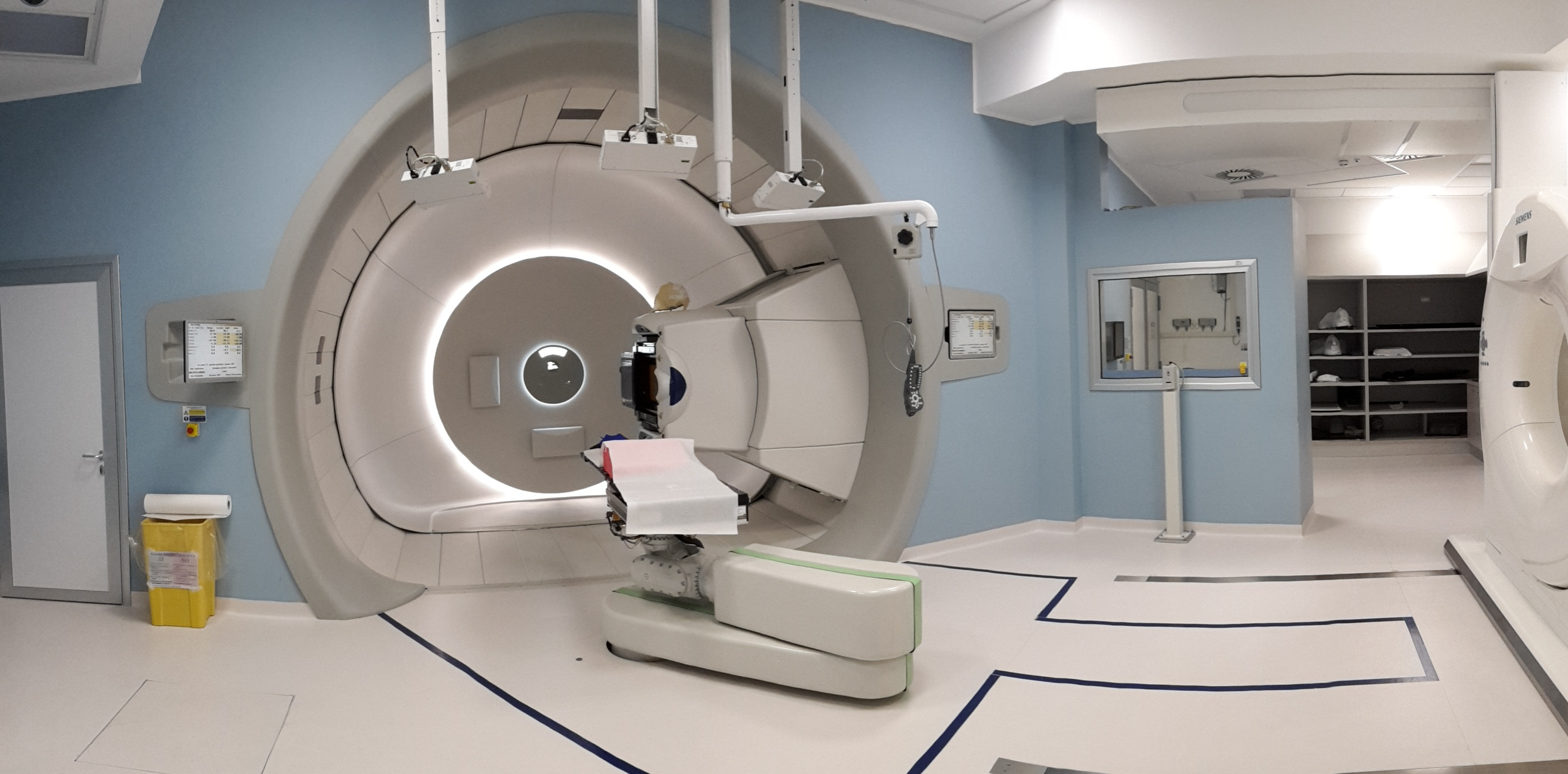
Gantry Blu del Centro di Protonterapia di Trento

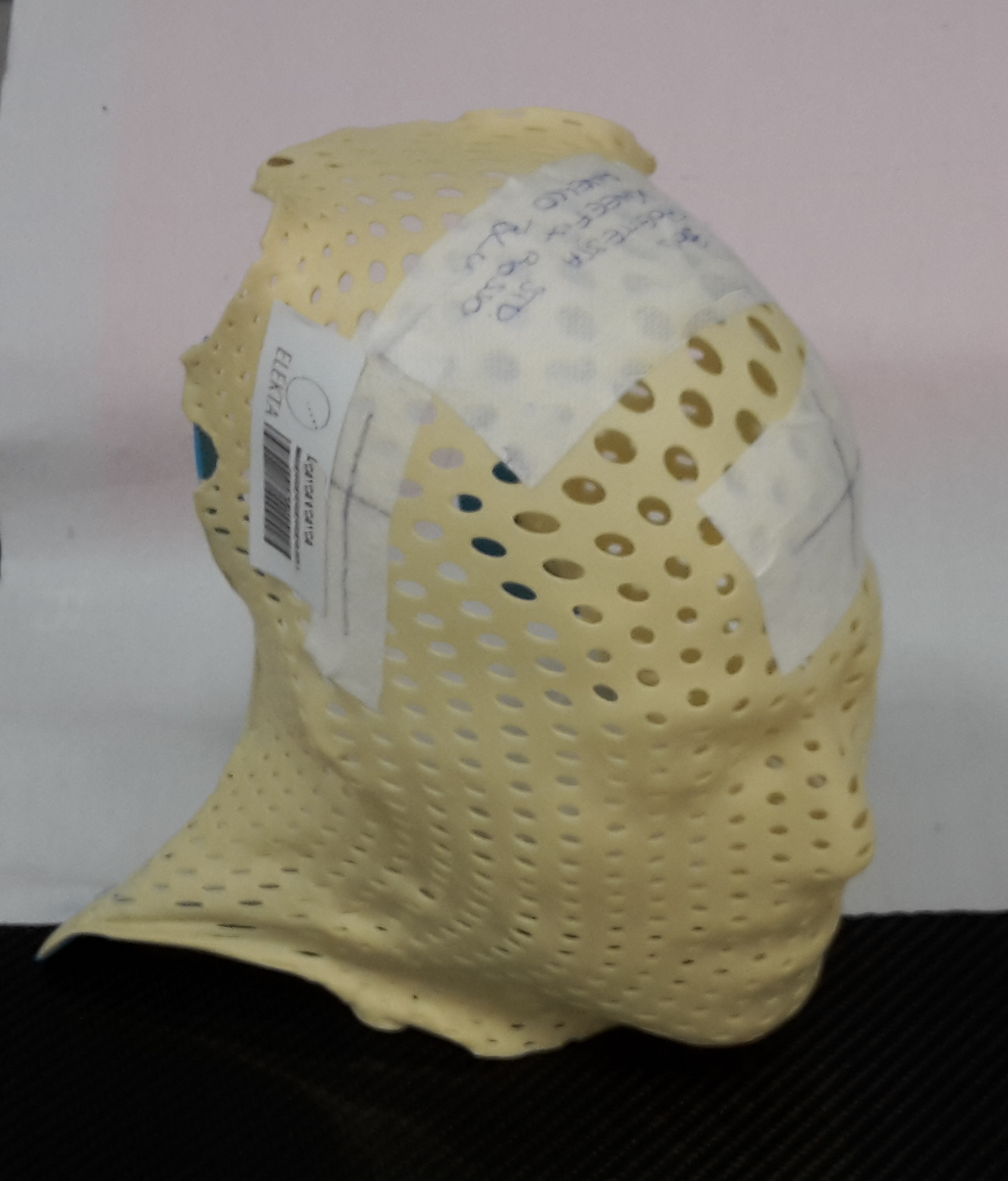
Tipica maschera utilizzata durante la terapia

La protonterapia è un tipo di radioterapia esterna che utilizza radiazioni ionizzanti. Nella terapia protonica, il personale sanitario utilizza un acceleratore di particelle per indirizzare un fascio di protoni su di una massa tumorale. Queste particelle cariche, i protoni, danneggiano il DNA delle cellule, uccidendole o bloccando la loro riproduzione. Le cellule tumorali sono particolarmente vulnerabili agli attacchi contro il DNA per via della loro alta frequenza di divisione e le loro ridotte capacità di riparare danni al DNA.
A causa della loro massa relativamente grande, i protoni possiedono una scarsa dispersione laterale nell'attraversamento dei tessuti; il fascio quindi non si diffonde molto, rimanendo piuttosto focalizzato sulla massa tumorale e garantendo quindi solo bassi effetti collaterali ai tessuti circostanti. Tutti i protoni di una data energia hanno un dato potere di penetrazione e quindi pochissimi protoni penetrano oltre tale distanza, risparmiando i tessuti posteriori al tumore. Inoltre, la dose erogata dal collimatore al tessuto è massima solo negli ultimi millimetri del tragitto della particella: questo punto massimo è chiamato picco di Bragg.
Per il trattamento di tumori a profondità maggiori, l'acceleratore di protoni deve produrre un fascio con una maggiore energia, di solito misurata in eV o elettron volt. Se, invece, è necessario trattare tumori più vicini alla superficie del corpo si possono utilizzare protoni di energia inferiore. Gli acceleratori utilizzati per la terapia protonica in genere producono protoni con energie nella gamma di 70-250 MeV (mega elettronvolt; milioni di elettronvolt). Regolando l'energia dei protoni durante il trattamento, si possono quindi risparmiare maggiormente i tessuti posti prima e dopo la massa tumorale, concentrando il massimo dell'energia proprio su questa.
Nella maggior parte dei trattamenti, protoni di diverse energie e con picchi di Bragg a diverse profondità vengono applicati per trattare l'intero tumore. Questi picchi di Bragg sono mostrati dalle linee blu sottili nella figura a sinistra. La dose di radiazione totale dei protoni è chiamata spread-out Bragg peak (SOBP), ed è mostrata come una linea tratteggiata marcata in blu nella figura a sinistra. È importante comprendere che, mentre i tessuti posteriori al tumore ricevono quasi nessuna radiazione dalla terapia protonica, i tessuti davanti o meno profondi del tumore ricevono un dosaggio di radiazioni basato sul SOBP.

## Storia
La prima intuizione che l'energia dei protoni potesse essere un efficace metodo per il trattamento radioterapico è stata formulata da Robert R. Wilson, in un documento pubblicato nel 1946, coinvolgendo la Harvard Ciclotrone Laboratory (HCL) nella progettazione. I primi trattamenti sono stati eseguiti con acceleratori di particelle costruiti per la ricerca fisica, in particolare al Berkeley Radiation Laboratory nel 1954 e a Uppsala in Svezia nel 1957. Nel 1961, una collaborazione iniziata tra HCL e il Massachusetts General Hospital (MGH) permise di proseguire la terapia protonica.
Il primo centro di terapia protonica su base ospedaliera del mondo possedeva una ciclotrone ed era dedicato al trattamento dei tumori oculari. Esso iniziò i trattamenti nel 1989 presso Clatterbridge nel Regno Unito, seguito nel 1990 dal Loma Linda University Medical Center (LLUMC) a Loma Linda, California. Nel 2010 a questi impianti sono stati aggiunti altri sette centri di terapia protonica ospedalieri regionali negli Stati Uniti e molti altri in tutto il mondo.
In Europa il primo centro di protonterapia è stato attivato nel 1984 in Svizzera presso l'Istituto Paul Scherrer di Villigen nel Cantone Argovia.
Dal 1991 in Francia, un centro di protonterapia è attivo presso un distaccamento dell'Istituto Curie situato all'interno del campus dell'Université Paris-Sud a Orsay, nella regione parigina.
In Italia esistono quattro centri di protonterapia oncologica:
- il CNAO di Pavia istituito nel 2001;[11]
- il Centro di Protonterapia di Trento, operativo dal 22 ottobre 2014, dispone di due camere di trattamento, dotate di gantry, dedicate ai pazienti e di una camera ad uso sperimentale, con fascio fisso, dedicata alle attività di ricerca.[12]
- il CATANA (Centro di AdroTerapia ed Applicazioni Nucleari Avanzate) di Catania, attivo dal 2002 e specializzato nella cura dei tumori della regione oculare.[13]
- lo IEO Proton Center presso l'istituto Europeo di Oncologia di Milano, inaugurato a novembre 2023

Altri centri sono in costruzione.